# 연명항
연명항은 경상남도 통영시 산양읍에 있는 어항이다. 1995년 7월 6일 지방어항으로 지정하여 관리하고 있다. 시설관리자는 통영시장이다.

## 어항 시설
- 방파제 150m, 물양장 190m

## 주요 어종
- 우럭, 숭어, 넙치